# Gelbflankentodi
Der Gelbflankentodi (Todus mexicanus), auch Portoricotodi genannt, ist eine nur 11 Zentimeter große Art aus der Familie der Todis.

## Aussehen
Diese Vögel haben ein grünes Gefieder, welches den kompletten Rücken, die Flügel, den Schwanz und den Kopf bedeckt. Der Schnabel ist oben und unten  metallisch-schwarz und an den Seiten gelb. Die Kehle ist mit einem auffälligen roten Fleck versehen. Die Brust ist weiß, der Bauch ist olivfarben. Die Flügelunterseiten, die Schwanzunterseite und die Beine sind schwarz. Die Flügel sind an der Oberseite mit dünnen länglichen, schwarzen Streifen versehen.

## Verbreitung und Lebensweise
Gelbflankentodis kommen nur auf der Insel Puerto Rico vor, wo sie die Regenwälder und die Buschsavanne bewohnen.
Die Vögel erzeugen mit ihren Schwungfedern im Flug manchmal einen rasselnden Ton. Außerdem stoßen Gelbflankentodis einen schrillen Tscherek-Ton aus. Sie sind Lauerjäger, welche Insekten im Fluge oder von hervorstehenden Ästen fangen.

## Territorialität
Die Territorien sind vergleichsweise klein und werden das ganze Jahr über von beiden Geschlechtern verteidigt. Heimatgebiete sind größer als Brutgebiete, die um den Nestbau zentriert sind. Wenn keine benachbarten Todies in der Nähe sind, suchen Paare auch außerhalb des Brutgebiets nach Nahrung. Die Größe der Gebiete hängt von der Umgebung ab. So sind die Territorien in flachen und offenen Waldgebiete und Gebieten mit Schluchten und Felsbrocken am größten. Sie meiden Gebiete mit großen felsigen Flüssen, vermutlich aufgrund des Fehlens von Nistbänken. Beispielsweise sind Territorien in El Verde zwischen 6000 und 12000 m² und in der Nähe von Mount Britton 15000 bis 40000 m² groß.

## Fortpflanzung
Während eines Zeitraums von acht Wochen graben sich die männlichen und weiblichen Tiere einen 25 bis 35 cm langen schmalen Bau in den Erdboden, mit einer am Ende vergrößerten Brutkammer. Der Eingang der Höhle ist kreisförmig und durchschnittlich 3,4 cm breit und 3,6 cm hoch.
Die Weibchen legen ihre Eier 3 bis 4 Wochen nach Fertigstellung des Nestes. Es legt in aufeinanderfolgenden Nächten 1 bis 4 helle weiße Eier (durchschnittlich 2,3 Eier). Das typische Volumen des Eis beträgt für die meisten Vogelarten 2–11 % der Körpermasse, bei dem Gelbflankentodi macht das Ei ca. 26 % der Körpermasse des Weibchens aus. Die Verantwortung für die Inkubation der Eier teilen sich das Männchen und das Weibchen durchschnittlich 21 Tage lang. Im Allgemeinen verbringt jeder erwachsene Todi weniger als 25 % seiner Zeit mit der Inkubation.
Die Nestlingszeit beträgt in der Regel 19 bis 20 Tage, abhängig von der Anzahl der Küken, der Aufmerksamkeit der Eltern und der Anwesenheit von Helfern.

## Gefährdung und Schutzmaßnahmen
Aufgrund ihrer weiten Verbreitung und da für diese Art keinerlei Gefährdungen bekannt sind, stuft die IUCN diese Art als „Least Concern (LC)“ = „nicht gefährdet“ ein.